# عروه
عروه (به عربی: عروة) یک منطقهٔ مسکونی در عربستان سعودی است که در استان مدینه واقع شده‌است.